# Conus platensis
Conus platensis é uma espécie de gastrópode do gênero Conus, pertencente a família Conidae.